# Opera buffa
Opera buffa er en komisk operaform fra Italien i 1700-tallet, der kendetegnes ved, at al tekst synges, selv dialoger (i modsætning til to nærtstående genrer, opéra comique og syngespil, med talt dialog).
Samtiden anvendte ikke betegnelsen, men skelnede mellem den traditionelle komiske opera – intermezzo eller commedia per musica - og den nye genre, som ofte kaldtes drama giocoso per musica ("muntert stykke sat i musik")
I buffaens blomstringstid til midten af 1800-tallet anvendtes i stedet for dialogen seccorecitativet, som senere afløstes af andre reciativtyper.
I modsætning til opera seria lagde den klassiske opera buffa vægt på livfuld karaktertegning, vokalensembler og store finaler som i La serva padrona ("Tjenestepigen som frue"). Det var en opera i to akter af Giovanni Battista Pergolesi uropført i Neapel 1733. Den var indlagt som komisk intermezzo i en opéra seria Il prigioner superbo også af Pergolesi. Ved en opførelse i Paris 1752 gav den stødet til den såkaldte querelle des bouffons ("buffoniststrid")

## Sociale tilknytninger
I Gyldendals musikhistorie knyttes forskellige operaformer til ideologien hos forskellige klasser:
"Ensemblet bliver buffo-operaens karakteristiske form, lige som arien er seria-operaens, og denne forskel stikker dybere end det rent sang- og komposititionstekniske. Hvor arien og dens litterære modstykke, monologen, er knyttet til enevældendes ideologi og anvendelsen af retorik som overtalelsesmiddel, er ensemblet udtryk for den borgerlige ideologi og dens fremhævelse af samtalen og debatten som den ideelle kommunikationsform. I den offentlige debat er det argumenter og meningsudvekslinger, som fører til en fælles opfattelse. I ensemblet nedbrydes standsforskellene, og de mest velformulerede sikrer sig publikums sympati."

## Buffo
Buffo (it. 'komisk') betegner den tenor eller bas (sjældnere baryton) i opera eller operette, som har en komisk rolle. Udtrykket bruges også om komiske sangstemmer i andre ensembler.

Bufforoller nærmer sig karikaturer: overdrevne roller eller typer som alene gennem gestus, mimik og kostumering kan få publikum til at le. Ofte gives en bufforolle i en opsætning et lokalt tilsnit ud fra det sted hvor stykket spilles.
En buffo har ofte ikke det samme stemmematerialet som sangere med lyrisk- eller helterepertoir. Evnerne for skuespil kan derimod være desto større.
Det kvindelige modstykke til buffo hedder soubrette og bliver sædvanligvis sunget af en sopran.

## Nogle berømte bufforoller

### Opera
- Gioacchino Rossini, Barberen i Sevilla: Figaro (baryton)
- Wolfgang Amadeus Mozart:
  - Bortførelsen fra Seraillet: Pedrillo (tenor)
  - Don Giovanni: Leporello
  - Cosi fan tutte: Don Alfonso
- Bedrich Smetana, Den solgte brud: Wenzel (tenor)

### Operette
- Ralph Benatzky, Sommer i Tyrol: Sigismund (tenor)
- Emmerich Kálmán, Grevinde Mariza: Baron Koloman Zsupán (tenor)
- Franz Lehár, Tsarevitsj/Zarewitsch : Ivan tenor)
- Johann Strauss, den yngre:
  - En nat i Venedig: Caramello (tenor)
  - Flagermusen: Dr. Blind (tenor)
  - Sigøjnerbaronen: Koloman Zsupán (bas)
  - Wienerblod: Josef (tenor)